# Skladiště Bercy

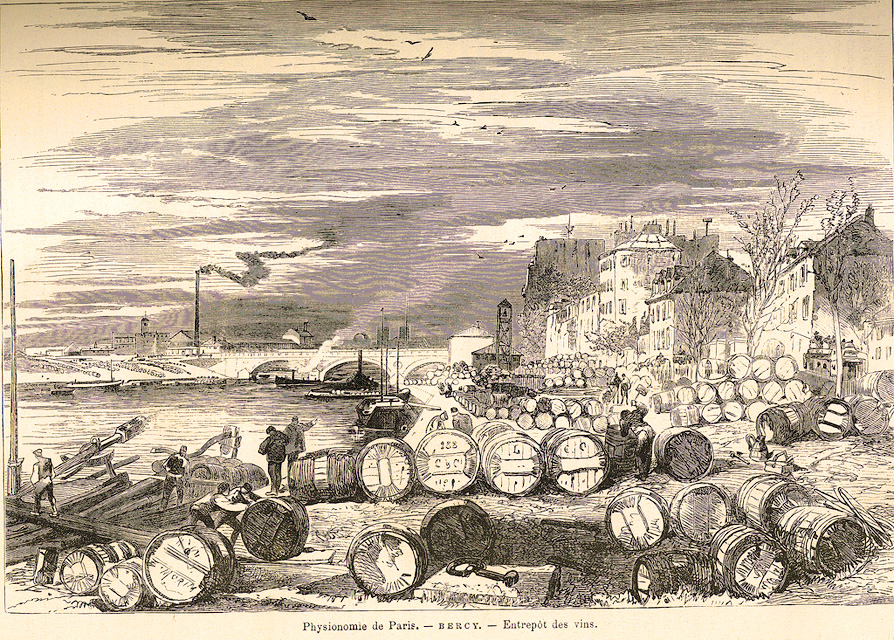
Vykládání vína v Bercy (1856)

Skladiště Bercy (francouzsky Entrepôt de Bercy) byly sklady s vínem v Paříži. Nacházely se podél Seiny ve čtvrti Bercy na nábřeží Quai de Bercy ve 12. obvodu. V 80. letech 20. století byly nevyužívané sklady převážně přeměněny na park Bercy.

## Historie
Sklady byly v Bercy zřízeny v 18. století mimo pařížské hradby, které kontrolovaly přísun zdaněného zboží do města. Sudy určené pro Paříž byly přiváženy na lodích po Seině a v Bercy byly vyloženy a uskladněny. Ministr financí Joseph-Dominique Louis koupil roku 1810 rozsáhlé pozemky v Bercy. Na nich se nacházely opuštěné vinné sklady, které nechal roku 1825 obnovit.
V letech 1811-1845 byla sice rozšířena starší tržnice s vínem na druhém břehu řeky, ale její sklady přesto nebyly dostatečné k uspokojení rostoucí spotřeby. Vláda proto rozhodla v roce 1869 rozšířit a renovovat sklady v Bercy na ploše 42 hektarů, kam se víno začalo dovážet po železnici.
Byly postaveny dva nové sklady jako náhrada zastaralých zařízení. Jejich autorem byl architekt Eugène Viollet-le-Duc. Dne 9. srpna 1905 parlament schválil zákon, který nařizoval velkým obchodníkům s vínem v Paříži využívat sklady v Bercy.
Až do počátku 20. století měly sklady na obou stranách řeky zhruba stejný význam. Ale specializací starší tržnice na jemná vína a alkohol a rozšířením skladů v Bercy v roce 1910 rostl více význam tržnice v Bercy. V roce 1930 již představoval 70 % skladu a prodeje vína oproti 30 % v druhé tržnici.
V 60. letech začal úpadek skladů. Prostor byl významně renovován od počátku 80. let s výstavbou Palais omnisports de Paris-Bercy (1984) a budovou Ministerstva hospodářství, financí a průmyslu (1990). Na konci 20. století již sklady téměř zmizely. Na jejich místě vznikl park Bercy, kde zůstalo několik bývalých pavilonů.

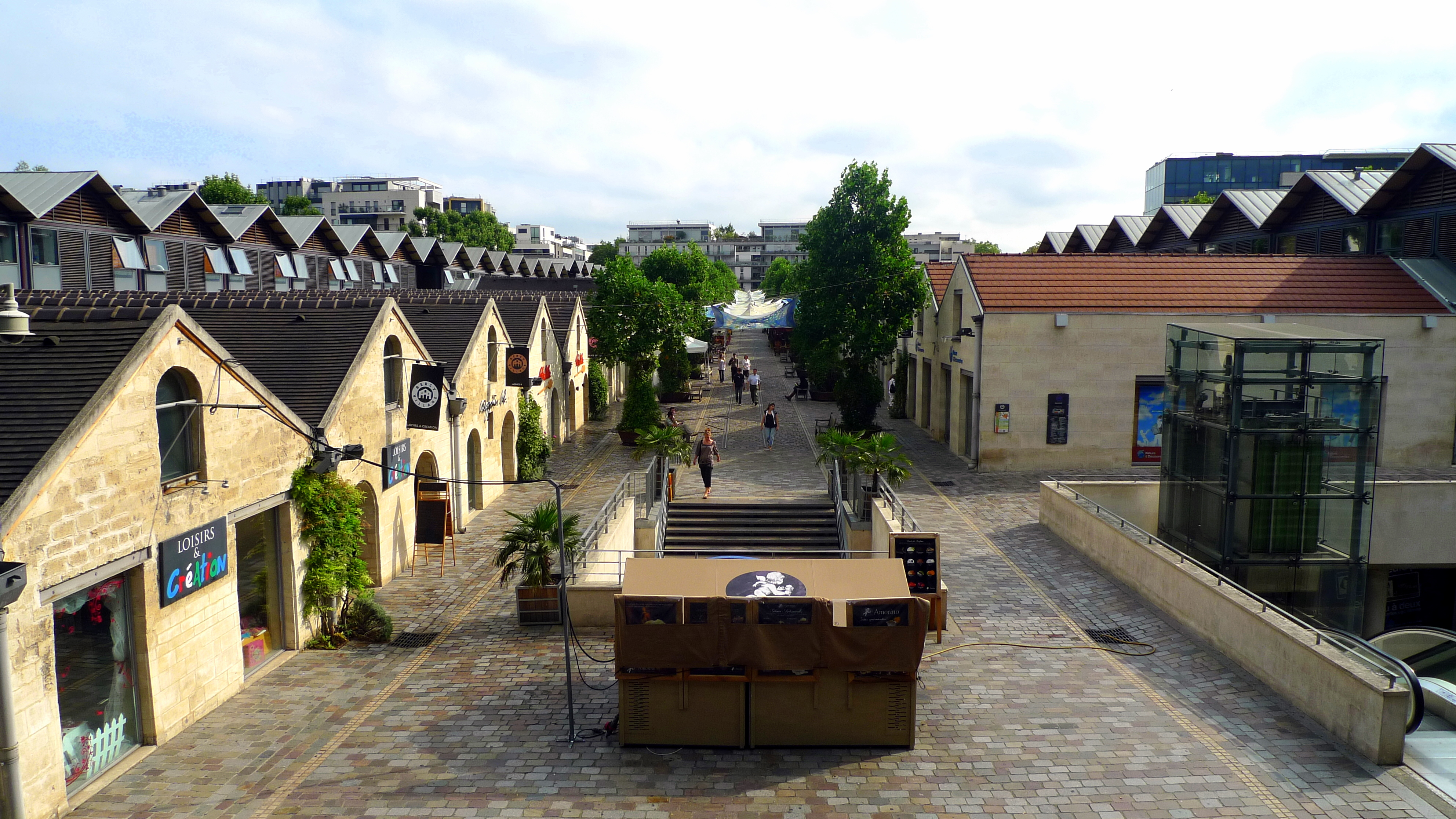
Obchodní centrum Bercy Village

Bývalé vinné sklady byly přeměněny na obchodní centrum Bercy Village.